# Laura Doyle Péan
Pour les articles homonymes, voir Péan.
Laura Doyle Péan est une personnalité de la poésie et de l'activisme d'origine haïtiano-québécoise, née dans la ville de Québec en 1999. 

## Biographie
Laura Doyle Péan est l'enfant de l’écrivain, animateur et journaliste haïtien Stanley Péan, lui-même descendant du poète Oswald Durand. Doyle Péan naît et grandit dans la ville de Québec. À l'adolescence, Doyle Péan travaille comme libraire pendant quelques années[réf. souhaitée].   
En 2019, Doyle Péan rejoint le collectif féministe artistique Les Allumeuses,.
Doyle Péan est non-binaire et utilise le pronom iel.

### Études et implications
Son implication au sein de la communauté a été récompensé à plusieurs reprises : en 2015-2016, avec le prix Forces AVENIR – catégorie Élève engagé ; en 2017, avec la médaille du lieutenant-gouverneur pour la jeunesse ; puis en 2019, avec la bourse Loran,,,,. 
En 2019, Doyle Péan entreprend des études de droit à l’Université McGill. Pendant son parcours universitaire, Doyle Péan participe à la rédaction du journal étudiant Le Délit. Doyle Péan remporte, à l'automne 2020, la première place du concours de poésie organisé par la section culture du journal, avec sa suite poétique Des siècles avant ma naissance.
Doyle Péan a pris la parole à de nombreuses reprises dans l'espace public pour défendre les causes féministe et anti-racistes, la lutte pour la justice climatique et les droits des personnes 2SLGBTQIA+, notamment en ce qui concerne l'utilisation d'un langage inclusif et le respect des personnes trans, notamment en faveur de l'utilisation du pronom iel,,,,.

### Parcours littéraire
Le premier recueil de poésie de Doyle Péan, Cœur yoyo, parait chez Mémoire d'encrier en 2020,,. La même année, Doyle Péan participe, avec environ 200 autres poètes provenant d'une vingtaine de pays, à l'évènement La Grande Traversée poétique, présenté dans le cadre de la onzième édition du festival Québec en toutes lettres,,,. Sa poésie a également été diffusée en Russie, dans le cadre du projet Literary Ice Rink de la ville littéraire Oulianovsk.      
Cœur Yoyo a paru en traduction anglaise en 2022 aux éditions the 87 press, sous le titre Yo-yo Heart, dans une traduction de Stuart Bell.      
Laura Doyle Péan a pris part au Salon du Livre de Montréal 2021 à titre d'artiste invité.

## Œuvres et autres publications

### Poésie
- « Et même les plus belles histoires restent sans titre », dans Collectif, Pour l’Instant, 2019
- « S’appartenir », l’État policier du COBP,‎ février 2020 (lire en ligne, consulté le 7 décembre 2020)
- Cœur yoyo (recueil), Mémoire d'encrier, août 2020[26]
- « Qu'enfin les rivières », dans Collectif, (V)égaux, Somme Toute, septembre 2021
- « Seul.e », dans Debout, 2021[27]

### Publications dans des ouvrages collectifs
- « Et même les plus belles histoires restent sans titre », dans Collectif, Pour l’Instant, 2019
- « S’appartenir », l’État policier du COBP,‎ février 2020 (lire en ligne)
- « Qu'enfin les rivières », dans Collectif, (V)égaux, Somme Toute, septembre 2021
- « Seul.e », dans Debout, 2021[27]
- « Quand je serai grand·e je me ferai petit·e », dans 15 brefs essais sur l'amour, 2023
- « Le refuge est ici », dans 11 brefs essais queer, 2023
- « Lettre à Philippe », dans Pissed, pestes, puissantes, 2023
- (en) « Spa Day at Aunt Mie-Jo's », dans Black Joy Anthology, 2023

### Publications dans des revues littéraires
- « La Tempête du siècle », nouvelle, Zinc, 2021
- « Le Secret des corbeaux », suite poétique, Estuaire, no 184, 2021[28]
- « Pour la suite du monde ― Pour qui écris-tu ? », chronique, Lettres Québécoises, no 183, décembre 2021[29]
- « Pour la suite du monde ― Avec qui écris-tu ? », chronique, dans Lettres Québécoises, no 184, mars 2022
- « La Grande Fuite », nouvelle, XYZ, mai 2022
- « Pour la suite du monde ― Marianne Apostolides, Michel Brault, Pierre Perrault et moi », chronique, Lettres Québécoises, no 185, juin 2022

### Romans
- « Opération fleur de nuit » (roman jeunesse), KATA, 7 octobre 2024

## Distinctions
- 2015-2016 : Prix Forces AVENIR – Élève engagé
- 2017 : Médaille du lieutenant-gouverneur pour la jeunesse
- 2019 : Récipiendaire de la bourse Loran[8]
- 2021 : Finaliste pour le prix littéraire des enseignant-e-s de français, pour son recueil Cœur Yoyo[30]